# Усебаев, Кенесбай
Кенесбай Усебаевич Усебаев (1914, Кармакшинский район — 1995, Алма-Ата) — советский хозяйственный, государственный и политический деятель.

## Биография
Родился в 1914 году в ауле № 16. Член КПСС.
С 1934 года — на хозяйственной, общественной и политической работе. В 1934—1975 гг. — учитель неполной средней школы, студент института журналистики, заведующий отделом, ответственный секретарь, заместитель редактора обл. газеты «Советтик Карағанды», слушатель ВПШ, редактор Акмолинской областной газеты «Сталин туы», председатель Комитета радиоинформации при СМ Казахской ССР, первый заместитель редактора газеты «Социалистик Казахстан», директор КазТАГ, главный редактор газеты «Социалистик Казахстан», председатель Госкомитета Казахской ССР по телевидению и радиовещанию
Избирался депутатом Верховного Совета Казахской ССР 6-8-го созывов.
Умер в Алма-Ате в 1995 году.